# Zweefvliegclub Noordoostpolder
De Zweefvliegclub Noordoostpolder, afgekort tot ZCNOP, is een in 1959 opgerichte zweefvliegclub uit Flevoland.
De club gebruikte aanvankelijk een locatie aan de Karel Doormansweg in Emmeloord, maar verhuisde in 1960 naar vliegveld "De Voorst" in de Noordoostpolder. Aanleiding voor de verhuizing was een ongeval waarbij een 14-jarige jongen omkwam doordat een lierkabel op de openbare weg terechtkwam.
Het vliegseizoen duurt van maart tot en met oktober. De club beschikt over een cockpit-simulator. In de winterperiode wordt er onderhoud aan de vliegtuigen uitgevoerd.

## Vloot
In 2024 had de club 6 zweefvliegtuigen, namelijk:
- DG Flugzeugbau DG-1000S in 18 meter configuratie (geschikt voor aerobatics) (PH-1301)
- DG Flugzeugbau DG-1000S in 20 meter configuratie (PH-1437)
- Schempp-Hirth Flugzeugbau Duo Discus XLT (PH-1628)
- PZL-Bielsko SZD-51-1 Junior (PH-920)
- Rolladen Schneider LS4-a
- Rolladen Schneider LS8-a (PH-1264)